# Elveszett próféciák (televíziós sorozat)
Az Elveszett próféciák (angolul: Good Omens) 2019-ben bemutatott brit televíziós minisorozat Neil Gaiman és Terry Pratchett azonos című könyve alapján. A sorozatnak 2 évada van.
Az első évad 2019. május 31-én jelent meg az Amazon Prime Video-n, és hetente sugározták a BBC Two-n az Egyesült Királyságban. Bár a sorozatnak csak egy évadot terveztek, 2021 júniusában bejelentették, hogy készül a második évad, ami teljes egészében 2023. július 28-án jelent meg Amazon Prime Video-n. 2023 decemberében bejelentették, hogy készül a harmadik, egyben utolsó évad.

## Történet
Az első évad egy démont, Crowleyt (David Tennant) és egy angyalt, Aziraphalet (Michael Sheen) követi nyomon. A pokol és a menny képviselőiként a Földre küldik őket, ahol az évezredek során szoros barátságot kötnek, és London az otthonuk lesz. Amikor megtudják, hogy hamarosan bekövetkezik az Armageddon – a menny és a pokol végső csatája –, összefognak, hogy megakadályozzák az Antikrisztus eljövetelét és a földi lét végét.
A második évadban Crowley és Aziraphale Gábriel arkangyalt próbálja elrejteni a pokol és a menny elől, miután emlékek nélkül megjelenik Aziraphale könyvesboltjánál.

## Szereplők
| Szereplő neve               | Színész neve    | Tudnivaló                                                                                          |
| --------------------------- | --------------- | -------------------------------------------------------------------------------------------------- |
| Crowley                     | David Tennant   | démon, a pokol képviselője a Földön, ő volt a kígyó, aki elcsábította Évát az almával              |
| Aziraphale                  | Michael Sheen   | angyal, a mennyország képviselője a Földön, egy könyvesbolt tulajdonosa, az Édenkertet őrizte      |
| Adam/Antikrisztus (1. évad) | Sam Taylor Buck | a Sátán fia, akit születésekor elcseréltek egy másik csecsemővel, ezért a Young családban nőtt fel |
| Gábriel arkangyal           | Jon Hamm        | főarkangyal, a mennyország főnöke Isten után                                                       |

| Szereplő neve                                | Színész neve                        | Tudnivalók                                                                              |
| -------------------------------------------- | ----------------------------------- | --------------------------------------------------------------------------------------- |
| Beelzebub                                    | Anna Maxwell Martin                 | a pokol főnöke a Sátán után                                                             |
| Anatéma Apparát                              | Adria Arjona                        | Agnes Nutter leszármazottja, okkultista                                                 |
| Newton Pulsifer                              | Jack Whitehall                      | boszorkányvadász közlegény, Ne-Kívánd-Meg-Felebarátod-Asszonyát Pulsifer leszármazottja |
| Ne-Kívánd-Meg-Felebarátod-Asszonyát Pulsifer | Jack Whitehall                      | boszorkányvadász, aki máglyán égette el Agnes Nuttert                                   |
| Boszorkányvadász őrmester Shadwell           | Michael McKean                      | boszorkányvadász                                                                        |
| Madame Tracy                                 | Miranda Richardson                  | médium                                                                                  |
| Háború                                       | Mireille Enos                       | az Apokalipszis négy lovasa                                                             |
| Éhínség                                      | Yusuf Gatewood                      | az Apokalipszis négy lovasa                                                             |
| Szennyezés                                   | Lourdes Faberes                     | az Apokalipszis négy lovasa                                                             |
| Halál                                        | Brian Cox (hang), Jamie Hill (test) | az Apokalipszis négy lovasa                                                             |
| Arthur Young                                 | Daniel Mays                         | Adam apja                                                                               |
| Deirdre Young                                | Siân Brooke                         | Adam anyja                                                                              |
| Isten (Narrátor)                             | Frances McDormand                   | csak hang                                                                               |
| Mihály arkangyal                             | Doon Mackichan                      | arkangyal                                                                               |
| Agnes Nutter                                 | Josie Lawrence                      | jósnő, az utolsó boszorkány Angliában, Agnes Nutter Szép és Pontos Proféciái írója      |

| Szereplő neve      | Színész neve       | Tudnivalók                                                  |
| ------------------ | ------------------ | ----------------------------------------------------------- |
| Beelzebub          | Shelley Conn       | a pokol főnöke a Sátán után                                 |
| Shax               | Miranda Richardson | démon, Crowley bizalmasa                                    |
| Nina               | Nina Sosanya       | Aziraphale könyvesboltjával szemben lévő kávézó tulajdonosa |
| Maggie             | Maggie Service     | egy lemezbolt-tulajdonos, Aziraphale bérlője                |
| Muriel             | Quelin Sepulveda   | angyal                                                      |
| Mihály arkangyal   | Doon Mackichan     | arkangyal                                                   |
| Uriel arkangyal    | Gloria Obianyo     | arkangyal                                                   |
| Saraqael arkangyal | Liz Carr           | arkangyal                                                   |
| Metatron           | Derek Jacobi       | Isten hangja                                                |
| Furfur             | Reece Shearsmith   | démon                                                       |